# Usual Suspects
«Usual Suspects» es el segundo sencillo oficial de Hollywood Undead del cuarto álbum llamado Day of the Dead. La canción fue lanzada en su canal Vevo en YouTube el 16 de febrero de 2015.ra ser lanzado 31 de marzo de 2015.